# Insomniac (альбом Green Day)
Insomniac (с англ. — «страдающий бессонницей») — четвёртый студийный альбом американской рок-группы Green Day, выпущенный 10 октября 1995 года на лейбле Reprise Records. Пластинка записана в студии Hyde Street в городе Сан-Франциско (Калифорния). Insomniac отличается более тяжёлым и «панковским» звучанием и более мрачными текстами песен, чем его предшественник, Dookie. В плане лирики альбом включает в себя такие темы, как отчуждение, тревога, скука и употребление наркотиков. Многие фанаты были разочарованы группой после выхода Insomniac.
Альбом получил в целом положительные отзывы от критиков, высоко оценивших написание песен фронтменом группы Билли Джо Армстронгом. Три песни с альбома были выпущены в качестве синглов: «Geek Stink Breath», «Stuck with Me» и «Brain Stew/Jaded». Несмотря на то, что альбом достиг 2-го места в чарте Billboard 200 и был сертифицирован Американской ассоциацией звукозаписывающей компании как 2× «платиновый» в 1996 году, Insomniac не добился таких продаж, как его предшественник Dookie, в основном из-за его немного более мрачного тона и более тяжёлого и грубоватого звучания. По состоянию на 2022 год было продано более 2 100 000 копий Insomniac в Соединённых Штатах и более 10 000 000 копий по всему миру. Альбом был переиздан на виниле 12 мая 2009 года. В 2021 году к его 25-летию была выпущена делюкс-версия альбома, включающая ранее не выпущенные концертные треки.

## Предыстория
«Тот факт, что этот альбом вышел примерно через полтора года после Dookie, был связан с тем, что мы пытались избавиться от дерьма в его треках и просто продолжать создавать музыку. Это всё, что мы хотели сделать, продолжать создавать музыку. Иногда мне кажется, что Insomniac — это самая честная запись, которую я когда-либо делал в тот конкретный момент, когда она была написана и записана».
Предыдущий альбом Green Day Dookie (1994) является первым, выпущенным на мейджор-лейбле и к моменту записи Insomniac приближался к десятимиллионной отметке продаж, и успех группы привёл к тому, что они были отвергнуты панк-сообществами, в которых группа начинала своё существование. Группа также начала выступать на больших площадках, таких как колизеи и хоккейные арены. Фронтмен и гитарист Билли Джо Армстронг был уязвлен критикой в адрес «продажности», сказав в интервью: «Я думаю, что я просто потерялся. Я не мог найти в себе сил убедить себя в том, что то, что я делаю, — это хорошо. Я в группе, которая была успешной, потому что она должна была быть успешной, так как наши песни были настолько хороши. Но я даже не знал что чувствовать, потому что мне казалось, что я злю так много людей».

## Список композиций
Все тексты написаны Билли Джо Армстронгом, кроме отмеченных, вся музыка написана Green Day.
| №                   | Название                                                       | Длительность |
| ------------------- | -------------------------------------------------------------- | ------------ |
| 1.                  | «Armatage Shanks»                                              | 2:17         |
| 2.                  | «Brat»                                                         | 1:43         |
| 3.                  | «Stuck with Me»                                                | 2:16         |
| 4.                  | «Geek Stink Breath»                                            | 2:15         |
| 5.                  | «No Pride»                                                     | 2:19         |
| 6.                  | «Bab's Uvula Who?»                                             | 2:08         |
| 7.                  | «86»                                                           | 2:47         |
| 8.                  | «Panic Song» (слова написали Майк Дёрнт и Билли Джо Армстронг) | 3:35         |
| 9.                  | «Stuart and the Ave.»                                          | 2:03         |
| 10.                 | «Brain Stew»                                                   | 3:13         |
| 11.                 | «Jaded»                                                        | 1:30         |
| 12.                 | «Westbound Sign»                                               | 2:12         |
| 13.                 | «Tight Wad Hill»                                               | 2:01         |
| 14.                 | «Walking Contradiction»                                        | 2:31         |
| Общая длительность: | Общая длительность:                                            | 32:49        |

| №   | Название                                                      | Длительность |
| --- | ------------------------------------------------------------- | ------------ |
| 15. | «I Wanna Be on T.V.» (оригинальный исполнитель - группа Fang) | 1:17         |

| №  | Название                        | Длительность |
| -- | ------------------------------- | ------------ |
| 1. | «Welcome to Paradise» (Live)    | 3:44         |
| 2. | «One of My Lies» (Live)         | 2:19         |
| 3. | «Chump» (Live)                  | 2:59         |
| 4. | «Longview» (Live)               | 3:59         |
| 5. | «Burnout» (Live)                | 2:07         |
| 6. | «2,000 Light Years Away» (Live) | 2:24         |

### Треки, не вошедшие в альбом
| Название                   | Длина | Издание                                                                       |
| -------------------------- | ----- | ----------------------------------------------------------------------------- |
| «I Wanna Be on T.V.»       | 1:17  | Оригинальный исполнитель — панк-рок-группа Fang; Бисайд к "Geek Stink Breath" |
| «Don’t Wanna Fall in Love» | 1:38  | Бисайд к "Geek Stink Breath"                                                  |
| «Do Da Da»                 | 1:30  | Оригинальная версия "Stuck with Me"; Бисайд к "Brain Stew/Jaded"              |
| «Good Riddance»            | 2:01  | Оригинальная версия позже популярного сингла; Бисайд к "Brain Stew/Jaded"     |
| «J.A.R.»                   | 2:52  | Саундтрек к фильму Ангус; выпущена как сингл в 1995                           |

## Чарты
| Год  | Чарты                     | Позиция |
| ---- | ------------------------- | ------- |
| 1995 | Billboard 200             | 2       |
| 1995 | Canadian RPM Albums Chart | 4       |

| Год  | Песня                   | Наивысшая позиция | Наивысшая позиция | Наивысшая позиция | Наивысшая позиция | Наивысшая позиция | Наивысшая позиция |
| Год  | Песня                   | US Airplay        | US Mod            | US Main           | CAN               | CAN Alt           | UK                |
| ---- | ----------------------- | ----------------- | ----------------- | ----------------- | ----------------- | ----------------- | ----------------- |
| 1995 | «Geek Stink Breath»     | 27                | 3                 | 9                 | 22                | 1                 | 16                |
| 1995 | «Stuck with Me»         | —                 | —                 | —                 | —                 | —                 | 24                |
| 1996 | «Brain Stew/Jaded»      | 35                | 3                 | 8                 | 35                | 1                 | 28                |
| 1996 | «Walking Contradiction» | 70                | 21                | 25                | —                 | 19                | —                 |

## Интересные факты
- Песни "Brain Stew" и "Jaded" являются переходными, поэтому они вышли общим синглом и был снят один клип.
- Если верить официальному твиттеру Билли Джо Армстронга, альбом должен был называться Jesus Christ Supermarket. Билли Джо пишет, что JCSM — название куда лучше.

## Участники записи
- Билли Джо Армстронг — вокал, гитара
- Майк Дёрнт — бас-гитара, бэк-вокал
- Тре Кул — барабаны